# 神道考古学
神道考古学（しんとうこうこがく）は考古学的に神道を研究する学問。かつては神社考古学とも称された。

## 概要
宮地直一は1926年（大正15年）に「神社考古学」の必要性を提唱し具体的に以下の分類をした 。
- 第一類　神社と最も密接な関係をもつもの
  - 神籬、磐境、社殿、神像、神服、神宝、神体、調度、祭器、神輿、神符。
- 第二類　主に神社の付属品
  - 棟札、制札の類。
- 第三類　崇敬者の奉納品
  - 梵鐘、朝鮮鐘、懸仏、雲版、鰐口、燈籠（金又ハ石）、扁額、塔、盤、経筒、納経、経函、鏡、檜扇、唐櫃、机筥、水瓶、鉄鉢、絵馬、千社札、太刀、短刀、剣、甲冑、腹巻、馬具、胡籙、長巻、鉾、太鼓、面、琵琶。
- 第四類　偶然所蔵しているもの、または間接に関係ある物
  - 墓誌、銅剣銅鉾、各種発掘品、絵銭。

その後、大場磐雄は1927年（昭和2年）に神道考古学を提唱し、1943年（昭和18年）には『神道考古学論攷』 を公刊した。大場はそのなかで、有史（記録）以前の古代祭祀や社殿成立以前の神社の原初形態などの研究のための考古学的方法の有効性、必要性を主張した。現在ではこの大場の用いた「神道考古学」の語が定着している。